# Kabinett Bethlen

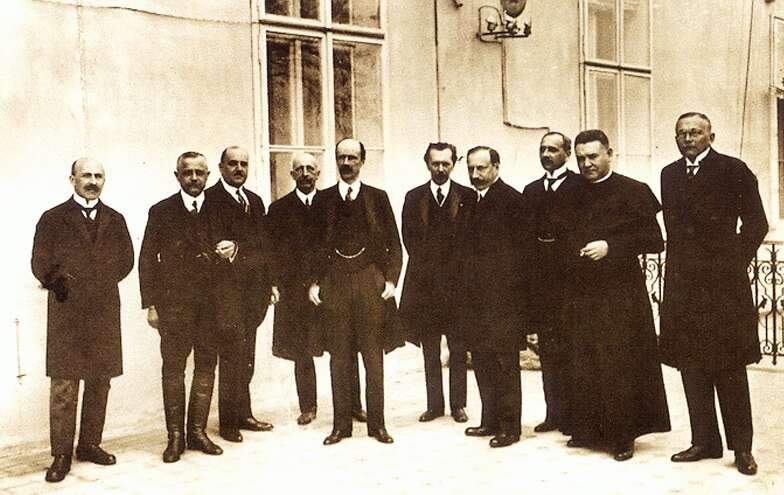
Kabinett Bethlen

Das Kabinett Bethlen war die Regierung des Königreichs Ungarn von 1921 bis 1931. Es wurde am 14. April 1921 vom ungarischen Ministerpräsidenten István Bethlen gebildet und bestand bis 24. August 1931.

## Minister
Parteien:
_ Egységes Párt (Partei der Einheit)
_ Keresztény Nemzeti Egyesülés Pártja (Christliche Nationale Partei der Einheit)
_ Országos Kisgazda Párt (Landespartei der Kleinlandwirte)
_ Keresztény Gazdasági és Szociális Párt (Christliche Wirtschafts- und Sozial-Partei)
_ parteilos
| Amt                                                         | Amtsträger | Amtsträger                  | Beginn Amtszeit    | Ende Amtszeit         |
| ----------------------------------------------------------- | ---------- | --------------------------- | ------------------ | --------------------- |
| Ministerpräsident                                           |            | István Bethlen              | 14. April 1921     | 24. August 1931       |
| Innenminister                                               |            | Gedeon Ráday                | 14. April 1921     | 3. Dezember 1921      |
| Innenminister                                               |            | Kunó Klebelsberg            | 3. Dezember 1921   | 6. Juni 1922          |
| Innenminister                                               |            | Iván Rakovszky              | 6. Juni 1922       | 15. Oktober 1926      |
| Innenminister                                               |            | Béla Scitovszky             | 15. Oktober 1926   | 24. August 1931       |
| Außenminister                                               |            | Miklós Bánffy               | 14. April 1921     | 19. Dezember 1922     |
| Außenminister                                               |            | Géza Daruváry               | 19. Dezember 1922  | 7. Oktober 1924       |
| Außenminister                                               |            | István Bethlen (interim)    | 7. Oktober 1924    | 15. November 1924     |
| Außenminister                                               |            | Tibor Scitovszky            | 15. November 1924  | 17. März 1925         |
| Außenminister                                               |            | Lajos Walko                 | 17. März 1925      | 9. Dezember 1930      |
| Außenminister                                               |            | Gyula Károlyi               | 9. Dezember 1930   | 24. August 1931       |
| Verteidigungsminister                                       |            | Sándor Belitska             | 14. April 1921     | 28. Juli 1923         |
| Verteidigungsminister                                       |            | Károly Csáky                | 28. Juli 1923      | 10. Oktober 1929      |
| Verteidigungsminister                                       |            | Gyula Gömbös                | 10. Oktober 1929   | 24. August 1931       |
| Finanzminister                                              |            | Lóránt Hegedüs              | 14. April 1921     | 27. September 1921    |
| Finanzminister                                              |            | Lajos Hegyeshalmy (interim) | 27. September 1921 | 4. Oktober 1921       |
| Finanzminister                                              |            | István Bethlen (interim)    | 4. Oktober 1921    | 5. Dezember 1921      |
| Finanzminister                                              |            | Tibor Kállay                | 5. Dezember 1921   | 20. Februar 1924      |
| Finanzminister                                              |            | Lajos Walko                 | 20. Februar 1924   | 25. März 1924         |
| Finanzminister                                              |            | Frigyes Korányi             | 25. März 1924      | 15. November 1924     |
| Finanzminister                                              |            | János Bud                   | 15. November 1924  | 5. September 1928     |
| Finanzminister                                              |            | Sándor Wekerle              | 5. September 1928  | 24. August 1931       |
| Justizminister                                              |            | Vilmos Pál Tomcsányi        | 14. April 1921     | 16. Juni 1922         |
| Justizminister                                              |            | Géza Daruváry               | 16. Juni 1922      | 11. Juni 1923         |
| Justizminister                                              |            | Emil Nagy                   | 11. Juni 1923      | 21. Februar 1924      |
| Justizminister                                              |            | István Bethlen (interim)    | 21. Februar 1924   | 13. März 1924         |
| Justizminister                                              |            | Pál Pesthy                  | 13. März 1924      | 8. Januar 1929        |
| Justizminister                                              |            | István Bethlen (interim)    | 8. Januar 1929     | 4. Februar 1929       |
| Justizminister                                              |            | Tibor Zsitvay               | 4. Februar 1929    | 24. August 1931       |
| Ackerbauminister                                            |            | István Szabó                | 14. April 1921     | 3. Dezember 1921      |
| Ackerbauminister                                            |            | János Mayer                 | 3. Dezember 1921   | 16. Juni 1922         |
| Ackerbauminister                                            |            | István Szabó                | 16. Juni 1922      | 14. Oktober 1924      |
| Ackerbauminister                                            |            | István Bethlen (interim)    | 14. Oktober 1924   | 15. November 1924     |
| Ackerbauminister                                            |            | János Mayer                 | 15. November 1924  | 24. August 1931       |
| Minister für Kultus und Unterricht                          |            | József Vass                 | 14. April 1921     | 16. Juni 1922         |
| Minister für Kultus und Unterricht                          |            | Kunó Klebelsberg            | 16. Juni 1922      | 24. August 1931       |
| Handelsminister                                             |            | Lajos Hegyeshalmy           | 14. April 1921     | 16. Juni 1922         |
| Handelsminister                                             |            | Lajos Walko                 | 16. Juni 1922      | 15. Oktober 1926      |
| Handelsminister                                             |            | Miksa Hermann               | 15. Oktober 1926   | 31. August 1929       |
| Handelsminister                                             |            | János Bud                   | 31. August 1929    | 24. August 1931       |
| Minister für Volkswohl und Arbeit                           |            | Nándor Bernolák             | 14. April 1921     | 16. Juni 1922         |
| Minister für Volkswohl und Arbeit                           |            | József Vass                 | 16. Juni 1922      | 8. September 1930 (†) |
| Minister für Volkswohl und Arbeit                           |            | Kunó Klebelsberg (interim)  | 8. September 1930  | 28. September 1930    |
| Minister für Volkswohl und Arbeit                           |            | Sándor Ernszt               | 28. September 1930 | 24. August 1931       |
| Minister für Ernährung (bis 29.06.21 und 03.12.21–27.05.24) |            | János Mayer                 | 14. April 1921     | 29. Juni 1921         |
| Minister für Ernährung (bis 29.06.21 und 03.12.21–27.05.24) |            | Béla Térfi                  | 3. Dezember 1921   | 19. Oktober 1922      |
| Minister für Ernährung (bis 29.06.21 und 03.12.21–27.05.24) |            | János Bud                   | 19. Oktober 1922   | 27. Mai 1924          |

## Quelle
- A kormány tagjai 1867-től máig: (Mitglieder der Regierung von 1867 bis heute) im parlamentarischen Almanach (1935)